# Gamasiphoides rykei
Gamasiphoides rykei är en spindeldjursart som beskrevs av Bruce Halliday 2005. Gamasiphoides rykei ingår i släktet Gamasiphoides och familjen Ologamasidae. Inga underarter finns listade i Catalogue of Life.